# بيكرام سينغ ماجيثيا
بيكرام سينغ ماجيثيا من مواليد 1 مارس 1975وهو سياسي هندي ووزير سابق في حكومة البنجاب .لقد فاز في انتخابات البنجاب فيدان سابها لعام 2007 ، وفاز مرة أخرى في عامي 2012 و2017  ينتمي إلى شيروماني اكيل دال وهو رئيس جناح الشباب.  
وفي 10من أغسطس 2022، منحت المحكمة العليا في بنجاب وهاريانا الكفالة لماجيثيا. 